# آحاز یهودا
آحاز یهودا یا یهوآحاز یکم (یونانی: Ὀχοζίας) ششمین پادشاه از پادشاهی یهودا و پسر یهورام یهودا و عثالیا دختر (یا احتمالاً خواهر) پادشاه اهب اسرائیل بود. او همچنین اولین پادشاه یهودایی بود که از طریق مادر و جانشینش عثالیا از هر دو سلسله داوود و عمریان تبار شد.